# 신중부대로
신중부대로(Sinjungbu-daero)는 경기도 용인시 기흥구 영덕동 영덕 교차로와 처인구 이동읍 천리 대촌 교차로를 잇는 경기도의 도로이다. 전 구간 국도 제42호선에 속하며, 다른 이름으로 용인시 국도대체우회도로라고도 불린다.

## 연혁
- 2009년 10월 13일 : 용인시 기흥구 영덕동 ~ 처인구 남동 12.42km 구간을 자동차 전용도로로 지정[1]
- 2018년 11월 30일 : 용인시 국도대체우회도로(용인시 기흥구 영덕동 ~ 처인구 이동면 천리) 12.54km 구간 확장 개통[2]
- 2018년 12월 26일 : 신중부대로로 명명[3]

## 주요 경유지
경기도
- 용인시 기흥구 (영덕동 · 신갈동 · 상갈동 · 신갈동 · 상갈동 · 구갈동 · 상하동) - 처인구 (삼가동 · 역북동 · 남동 · 이동읍)

## 노선
전 구간 국도 제42호선에 속하므로 이 노선에 대한 별도 표기는 생략한다.
- (■): 자동차 전용도로 구간

| 이름                                 | 접속 노선                                                                     | 소재지 | 소재지                                  | 비고                                    |
| ------------------------------------ | ----------------------------------------------------------------------------- | ------ | --------------------------------------- | --------------------------------------- |
| 영덕 교차로                          | 국도 제42호선 국가지원지방도 제98호선 (중부대로)                              | 용인시 | 기흥구                                  |                                         |
| 신갈고가교                           |                                                                               | 용인시 | 기흥구                                  |                                         |
| 상갈 교차로                          | 기흥역로                                                                      | 용인시 | 기흥구                                  |                                         |
| 상갈1교                              |                                                                               | 용인시 | 기흥구                                  |                                         |
| 구갈생태통로                         |                                                                               | 용인시 | 기흥구                                  | 연장 약 80m                             |
| 상갈2교 상갈3교 상갈4교              |                                                                               | 용인시 | 기흥구                                  |                                         |
| 어정 교차로 (어정교)                 | 국가지원지방도 제98호선 (중부대로) 어정로                                     | 용인시 | 기흥구                                  |                                         |
| 어정1교                              |                                                                               | 용인시 | 기흥구                                  |                                         |
| 상하 교차로 (상하1교)                | 지방도 제315호선 (사은로)                                                     | 용인시 | 기흥구                                  | 용인 방면 진출 불가 수원 방면 진입 불가 |
| 상하2교 상하3교                      |                                                                               | 용인시 | 기흥구                                  |                                         |
| 상하터널                             |                                                                               | 용인시 | 기흥구                                  | 용인 방면 연장 565m 수원 방면 연장 584m |
| 상하터널                             | 처인구                                                                        | 용인시 |                                         | 용인 방면 연장 565m 수원 방면 연장 584m |
| 궁촌 교차로 (서용인 나들목) (궁촌교) | 400호선 수도권제2순환고속도로 국가지원지방도 제98호선 (중부대로) 동백죽전대로 | 용인시 |                                         |                                         |
| 궁촌1교                              |                                                                               | 용인시 |                                         |                                         |
| 능안터널                             |                                                                               | 용인시 | 용인 방면 연장 390m 수원 방면 연장 470m |                                         |
| 하고개교                             |                                                                               | 용인시 |                                         |                                         |
| 역동 교차로 (역동교)                 | 중부대로1262번길                                                              | 용인시 |                                         |                                         |
| 명지 교차로 (명지교)                 | 명지로                                                                        | 용인시 |                                         |                                         |
| 동진1교                              |                                                                               | 용인시 |                                         |                                         |
| 신기터널                             |                                                                               | 용인시 | 연장 295m                               |                                         |
| 신기교 신기1교 안터교                |                                                                               | 용인시 |                                         |                                         |
| 대촌 교차로                          | 국도 제42호선 국도 제45호선 (남북대로)                                        | 용인시 | 처인구 이동읍                           |                                         |